# Marcel Kittel
Marcel Kittel (Arnstadt, 11 de mayo de 1988) era un ciclista de ruta alemán que fue profesional entre 2007 y agosto de 2019, cuando anunció su retirada definitiva tras hacerlo de manera temporal en el mes de mayo. Fue uno de los más destacados esprínters del mundo, aunque comenzó siendo contrarrelojista.[cita requerida]

## Biografía

### Inicios en el profesionalismo
Debutó como profesional en el equipo continental alemán Thüringer Energie Team, para el que corrió durante cuatro campañas y cosechó notables éxitos, incluyendo campeonatos nacionales y europeos sub-23.

### 2011-2012
En 2011 pasó al equipo neerlandés Skil-Shimano, donde obtuvo 17 victorias a lo largo de la temporada solo superado por Philippe Gilbert con 18. Su primera victoria en una Gran vuelta le llegó en la séptima etapa de la Vuelta a España, disputada entre Almadén y Talavera de la Reina. En 2012, continuó con su racha ganadora con victorias de etapa en el Eneco Tour o clásicas como el Scheldeprijs sumando 13 triunfos en la temporada. Debutó en el Tour de Francia, pero abandonó en la 5.ª etapa.

### 2013-2015
Sin embargo, su éxito más importante fueron los triunfos del Tour de Francia en donde conseguiría ganar la primera etapa, que además le permitió vestir durante un día el maillot amarillo que distingue al líder de la ronda gala, después ganaría tres etapas más, imponiéndose sobre su compatriota Andre Greipel en la décima etapa, sobre Mark Cavendish en la duodécima etapa y ganando a ambos el sprint final en la última etapa en París.
Para la temporada 2014 debutó en el Giro de Italia, y conquistó dos victorias, la segunda y tercera etapa disputadas en tierras británicas e irlandesas respectivamente, pero no saldría en la cuarta etapa debido a una fiebre. También se llevaría de nuevo cuatro etapas en el Tour de Francia, tres de ellas en las primeras cuatro etapas, repitiendo de esta manera lo hecho en la edición anterior, ya que también se vestiría de amarillo en la primera etapa y aguantaría hasta el final, para alzar los brazos por segunda vez consecutiva en los Campos Elíseos.
La temporada 2015 de Kittel fue para el olvido. Comenzó participando en enero y febrero en carreras como el Tour Down Under y el Tour de Catar pero un virus que contrajo lo alejó de las carreteras varios meses. En junio volvió en la Vuelta a Colonia pensando en su preparación de cara al Tour de Francia, pero el equipo decidió que no estuviera presente en la ronda gala debido a que no estaba en condiciones. Si hizo parte del equipo en el Tour de Polonia donde ganó una etapa que fue a la postre, su única victoria en la temporada. En octubre, Kittel y el equipo llegaron a un acuerdo para rescindir el contrato (estaba vigente por una temporada más) y el alemán fichó para 2016-2017 por el conjunto belga Etixx-Quick Step.

## Palmarés
| 2008 - Memorial Davide Fardelli 2009 - 1 etapa del Tour de Haut Anjou - 1 etapa de la Flèche du Sud - 1 etapa del Tour de Thüringe - Campeonato Europeo Contrarreloj sub-23 2010 - 1 etapa de la Festningsrittet - 3.º en el Campeonato Mundial Contrarreloj sub-23 2011 - 1 etapa del Tour de Langkawi - 4 etapas de los Cuatro Días de Dunkerque - ProRace Berlin - Delta Tour Zeeland, más 1 etapa - 4 etapas del Tour de Polonia - 1 etapa de la Vuelta a España - Campeonato de Flandes - Giro de Münsterland - 2 etapas del Jayco Herald Sun Tour 2012 - 1 etapa de la Estrella de Bessèges - 2 etapas del Tour de Omán - 1 etapa de los Tres Días de La Panne - Scheldeprijs - 2 etapas de la Ster ZLM Toer - 2 etapas del Eneco Tour - Circuito de Houtland - 2 etapas del Circuito Franco-Belga - Giro de Münsterland 2013 - 1 etapa del Tour de Omán - 1 etapa de la París-Niza - Scheldeprijs - 3 etapas del Tour de Turquía - Tour de Picardie, más 2 etapas - ProRace Berlin - 1 etapa de la Ster ZLM Toer - 4 etapas del Tour de Francia - Acht van Chaam - Circuito de Houtland | 2014 - 3 etapas del Tour de Dubai - Scheldeprijs - 2 etapas del Giro de Italia - 1 etapa de la Ster ZLM Toer - 4 etapas del Tour de Francia - 2 etapas de la Vuelta a Gran Bretaña 2015 - 1 etapa del Tour de Polonia 2016 - Tour de Dubai, más 2 etapas - 2 etapas de la Vuelta al Algarve - 1 etapa de los Tres Días de La Panne - Scheldeprijs - 1 etapa del Tour de Romandía - 2 etapas del Giro de Italia - 3.º en el Campeonato de Alemania en Ruta - 1 etapa del Tour de Francia - Gran Premio de Fourmies 2017 - Tour de Dubai, más 3 etapas - 1 etapa del Tour de Abu Dhabi - 1 etapa de los Tres Días de La Panne - Scheldeprijs - 1 etapa del Tour de California - 1 etapa del Ster ZLM Toer - 5 etapas del Tour de Francia 2018 - 2 etapas de la Tirreno-Adriático 2019 - Trofeo Palma |

## Resultados en Grandes Vueltas y Campeonatos del Mundo
| Carrera         | Carrera         | 2007 | 2008 | 2009 | 2010 | 2011  | 2012 | 2013  | 2014  | 2015 | 2016  | 2017 | 2018  |
| --------------- | --------------- | ---- | ---- | ---- | ---- | ----- | ---- | ----- | ----- | ---- | ----- | ---- | ----- |
|                 | Giro de Italia  | —    | —    | —    | —    | —     | —    | —     | Ab.   | —    | Ab.   | —    | —     |
|                 | Tour de Francia | —    | —    | —    | —    | —     | Ab.  | 166.º | 161.º | —    | 166.º | Ab.  | F. c. |
|                 | Vuelta a España | —    | —    | —    | —    | Ab.   | —    | —     | —     | —    | —     | —    | —     |
| Mundial en Ruta | Mundial en Ruta | —    | —    | —    | —    | 176.º | —    | —     | —     | —    | Ab.   | —    | —     |

—: no participa

F. c.: descalificado por "fuera de control"

Ab.: abandono

## Equipos
- Thüringer Energie Team (2007-2010)
- Skil/Project 1t4i/Argos/Giant (2011-2015)
  - Skil-Shimano (2011)
  - Project 1t4i (2012)[14]
  - Team Argos-Shimano (2012[15] -2013)
  - Team Giant-Shimano (2014)
  - Team Giant-Alpecin (2015)
- Etixx-Quick Step (2016-2017)
  - Etixx-Quick Step (2016)
  - Quick-Step Floors (2017)
- Team Katusha-Alpecin (2018-2019)[16][17]